# Kunst und Kultur in der Evangelisch-lutherischen Landeskirche Hannovers

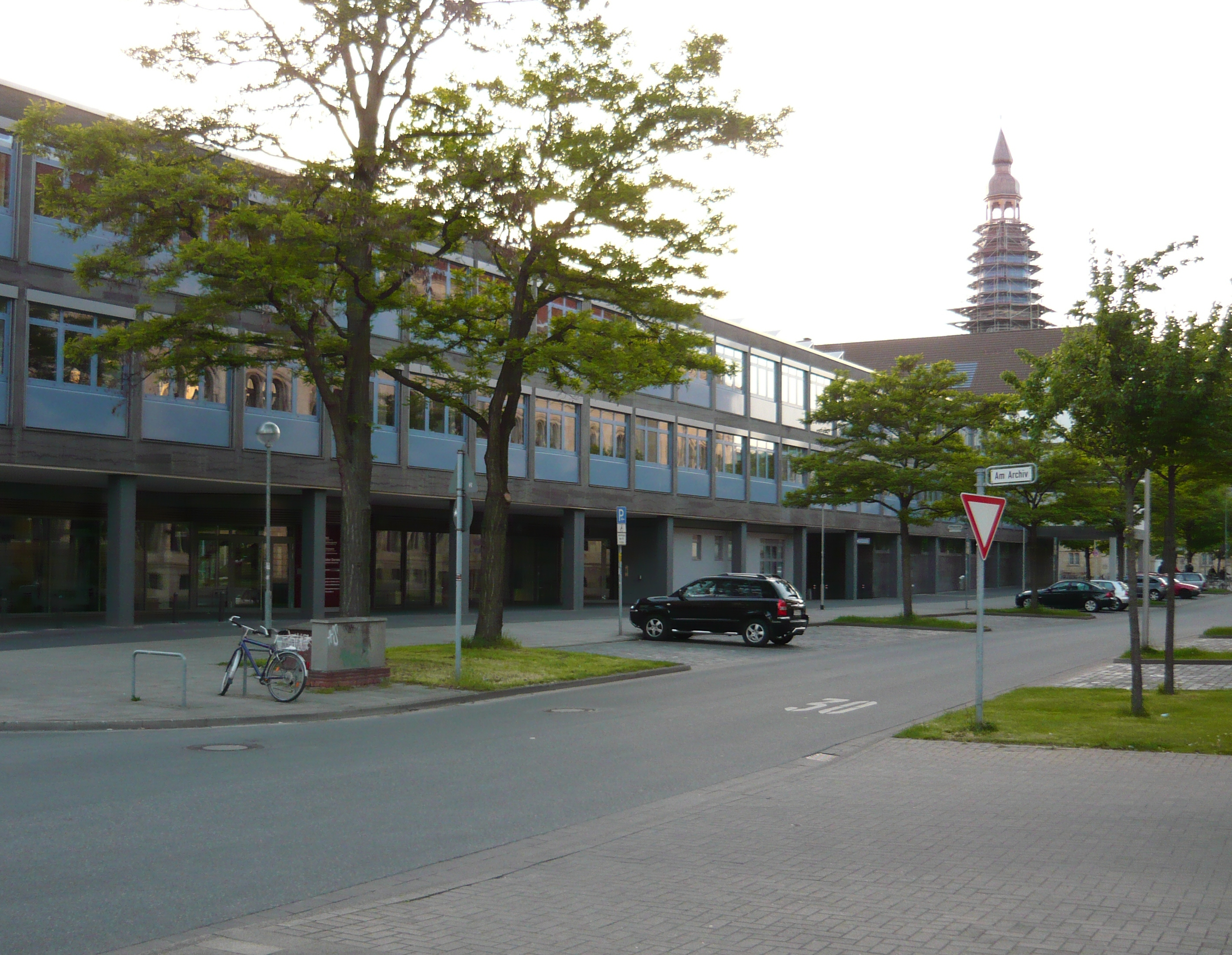
Sitz des Arbeitsfeldes Kunst und Kultur im Haus kirchlicher Dienste der Evangelisch-lutherischen Landeskirche Hannovers, Archivstraße 3 Hannover

Der Fachdienst Kunst und Kultur im Haus kirchlicher Dienste der Evangelisch-lutherischen Landeskirche Hannovers ist zuständig für die Bereiche Kunst und Kultur in der Landeskirche. Der Fachdienst   ist Veranstalter des Kulturpreises der Evangelisch-lutherischen Landeskirche Hannovers.

## Geschichte
Der Fachdienst Kunst und Kultur entstand aus der Bildung der Medienzentrale im Amt für Gemeindedienst, die 1977 ihre Arbeit aufnahm. In der Medienzentrale waren die Filmkammer, die Buch- und Büchereiarbeit und das Referat für musische Arbeit des Landesjugendpfarramts Hannover zusammengefasst worden. Von 1998 bis 2002 umfasste der  Arbeitsbereich  Medienzentrale im Amt für Gemeindedienst die Medienzentrale, die  Kirchlichen Freizeitstätten, das Dorfhelferinnenwerk und die  Gleichstellung. Später wurde die Medienzentrale in Zentrum für Medien, Kunst, Kultur umbenannt und war ab 2003 Fachabteilung im Bereich Kirche im Dialog im Haus kirchlicher Dienste. Die Bereiche Medienverleih und Büchereiarbeit wurden herausgelöst und bilden seitdem einen eigenen Bereich, heute Arbeitsfeld. Seit 2009 ist der Fachdienst Kunst und Kultur Arbeitsfeld im Fachbereich 5 des Hauses kirchlicher Dienste.

## Aufgaben
Das Arbeitsfeld  Kunst und Kultur bietet Austausch, Beratung, Fortbildungen und Vorträge an und pflegt Kontakte zu Künstlern und Organisationen. Es vermittelt und informiert über das Thema Kunst und Kultur. Das Arbeitsfeld organisiert und veranstaltet Ausstellungen, z. B. in Kirchenräumen. Es gibt Schriften, Flyer, Handreichungen, Filmrezensionen, Bücher u.ä heraus. Über die Internetseite Kunstinfo.net stellt der Bereich die verschiedensten Aspekte seiner Arbeit vor.

### Ausstellungen (Auswahl)
- Typisches und Sakrales-Eine Wanderausstellung für Kirchenräume
- Kirchentüren, Fotografin Eva Pasdzierny
- Friedensbilder im Wandel der Zeit. Eine Ausstellung für Kirchen- und Gemeinderäume
- Günter Frecksmeier. Bilder zur Bibel-Vier Bildzyklen von Günter Frecksmeier. Zum Verleih an Gemeinden
- Next Year in Jerusalem, 2007